# ویلای سنگی

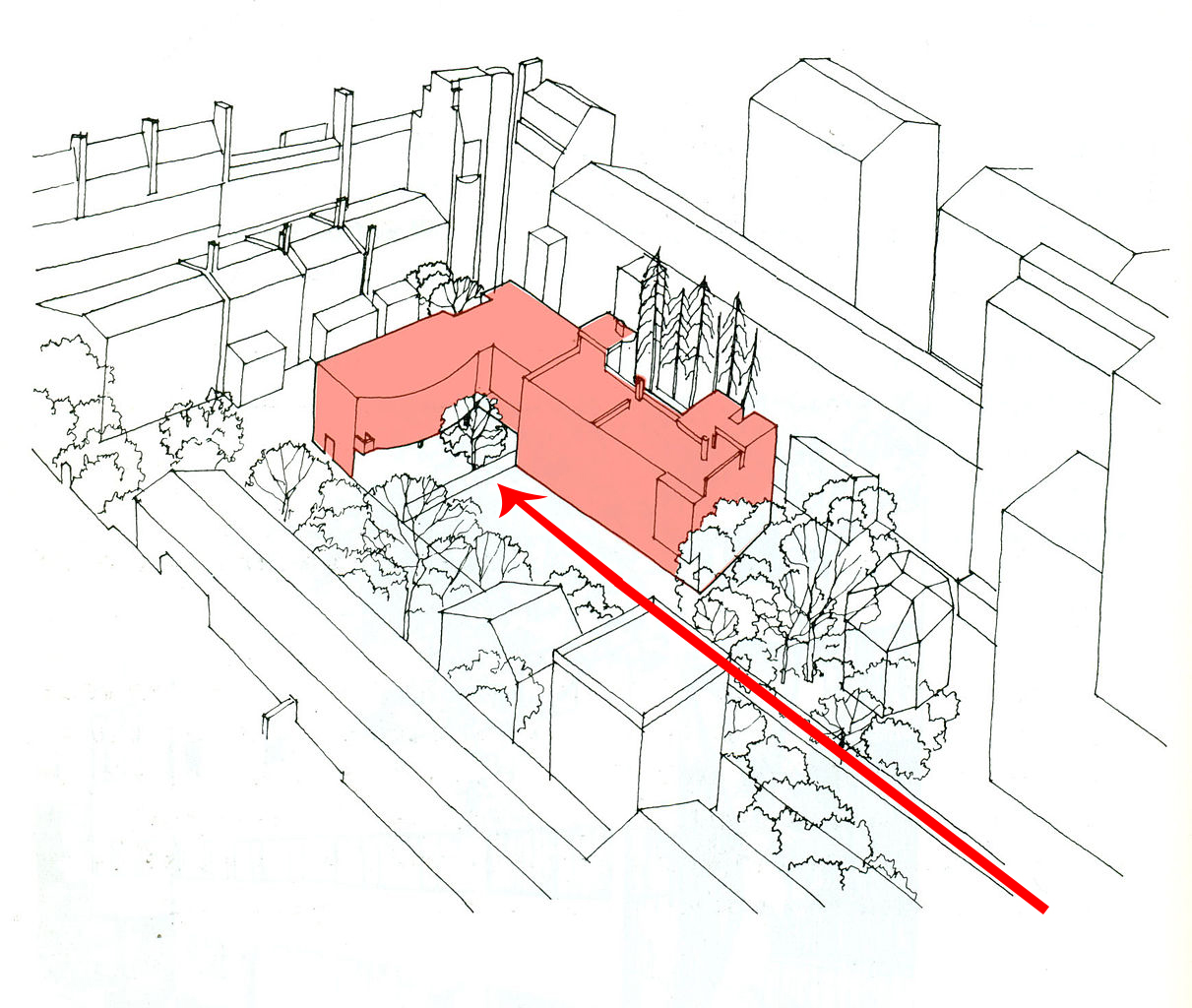
طرح آگزونومتریک از خانه در بافت شهری آن

ویلای سنگی یا خانهٔ سنگی، خانه‌ای است در پاریس که توسط لوکوربوزیه و پییر جنرت در سال‌های ۱۹۲۳–۱۹۲۵ طراحی شده‌است. این خانه برای رائول لاروش یک بانک‌دار سوئیسی و گردآورندهٔ آثار هنری آوانگارد بود که اکنون این خانه بنیاد لوکوربوزیه است.

## تاریخچه
لاروش مأموریت ساخت این ویلا را به طوری که گالری‌ نیز برای کلکسیونش باشد به لوکوربوزیه داد.

## طراحی و ساخت
خانه La Roche-Jeanneret، یک جفت خانه نیمه مستقل است که سومین کمیسیون Corbusier در پاریس بود. آنها در زاویه راست یکدیگر قرار گرفته‌اند. این خانه هنر کوبیسم و خلوص را به نمایش می‌گذارد. خانه به گونه ای طراحی شده‌است که از یک نقطه ثابت و منفرد قابل مشاهده باشد.

## مبلمان
در سال ۱۹۲۸ لوکوربوزیه و پییر ثمرهٔ اولین همکاری شان را در طراحی مبلمان مشاهده کردند. جزئیات این مبلمان شامل صندلی‌های ساخته شده از لولهٔ استیل با روکش کروم برای دو تا از پروژه‌هایش، خانهٔ سنگی در پاریس و کلیسای هنری و عمارت کلاه فرنگی باربارا می‌شود.

## موزه
خانهٔ سنگی (لاروش) اکنون یک موزه شامل حدود ۸۰۰۰ نقاشی اصل و آموخته‌ها و نقشه‌های لوکوربوزیه که با همکاری پییر در سال‌های ۱۹۲۲ و ۱۹۴۰ بوده‌است می‌شود و همچنین در بر دارندهٔ حدود ۴۵۰ نقاشی، ۳۰ مینا کاری، ۲۰۰ اثر بر روی کاغذ و کلکسیون از نوشته‌ها و آرشیو عکس‌هایش در سایزهای مختلف است. این آثار، وی را توصیف می‌کند که وسیع‌ترین کلکسیون آثار، نقاشی‌ها، آموخته‌ها و نقشه‌های وی است.